# Asiagomphus hesperius
Asiagomphus hesperius – gatunek ważki z rodziny gadziogłówkowatych (Gomphidae). Występuje w Chinach; stwierdzono go w prowincjach Shaanxi i Syczuan.